# Francisco de Melo (obispo)
Francisco de Melo (1485 - Lisboa, 27 de abril de 1536) fue un matemático, físico y obispo portugués. Estudió matemática en Francia y tradujo del griego la obra De incidentibus in humidis (De los Flotantes), de Arquímedes, además de componer comentarios en latín sobre las doctrinas de Óptica atribuidas la Euclides. Sin embargo, esta obra no llegó a nuestros días. Fue el primer obispo de Goa electo, pero no llegó a conocer la diócesis, pues murió poco antes del embarque a la India, aún en Lisboa, a los 51 años. 